# По, Поль
Поль-Мари-Сезар Жеральд По (фр. Paul Marie César Gérald Pau; 29 ноября 1848, Монтелимар — 22 августа 1932, Париж) — французский генерал, представитель Франции при Царской Ставке в годы Первой мировой войны.

## Биография
Отец — Витал Эсприт Сезар По (Vital Esprit Césaires Pau), капитан 68 пехотного полка, мать — Луиза Петронилла Эйма Аллеауме (Louise Pétronille Eyma Alléaume).
Учился в Сен-Сирской военной школе (1869 год). Служил в пехоте.
Участвовал во франко-прусской войне (1870—1871). 6 августа он был серьёзно ранен в генеральном сражении при Фроентвиллере. Потерял нижнюю часть правой руки.
24 июня 1870 года он стал кавалером Ордена Почётного легиона.
Бригадный генерал (12 июля 1897 года) и дивизионный генерал (7 апреля 1903 года) французской службы. С 1902 года командир 14-й пехотной дивизии в Бельфоре.
Командир 16-го армейского корпуса в Монпелье (24 июня 1906 года — 24 марта 1907 года) и 20-го армейского корпуса в Нанси (24 марта 1907 года — 30 октября 1909 года). Член Высшего Военного совета (30 октября 1909 года — 29 ноября 1913 года). В 1910 году присутствовал на больших немецких манёврах, где встречался с кайзером Вильгельмом II. В 1911 году отказался от назначения в качестве начальника штаба армии, отчасти из — за своего возраста.
31 июля 1913 года выступил в Сенате с большим докладом по закону, продлевающему на три года обязательную воинскую службу. В том же году в казармах вспыхнули волнения в знак протеста против закона о трёх лет. Он объяснял эти волнения действием антимилитаристской пропаганды. В том же году был зачислен в резерв.
10 июля 1913 года получил Большой крест ордена Почётного легиона. 6 декабря 1913 года — Военную медаль.

## Первая мировая война
С началом Первой мировой войны, создалось критическое положение на севере Франции. 8 августа 1914 года президент французской республики Раймон Пуанкаре записал:
Генерал Жоффр с целью исправить критическое положение, приказал 10 августа создать новую армию (Эльзасская армия) и назначил командующим генерала По (10 — 28 августа 1914 года).
Эльзасская армия состояла из 7 армейского корпуса, 44-й пехотной, 55-й резервной, 8-й кавалерийской дивизий и 1-й группы резервных дивизий (58-й, 63-й, 66-й резервных дивизий), в общей сложности армия насчитывала порядка 115 000 военнослужащих.
13 августа 1914 года Пуанкаре сделал следующую запись:
16 августа генерал По провёл большое наступление по всему фронту в Эльзасе.
18 августа Пуанкаре писал:
Несмотря на первоначальные успехи, армия генерала По вынуждена была отступить из-за поражений французских армий в Лотарингии. 28 августа Жоффр расформировал Эльзасскую армию. Генерал По вынужден был покинуть должность. Часть войск Эльзасской армии вошла в состав 1-й армии. Основная же масса солдат была отправлена на север и стала ядром новой 6-й армии, которая позднее приняла участие в первой битве на Марне.
Глава французских военной миссии в Бельгии (5 — 16 октября 1914 года), в ходе с которой встречался в Остенде с королем Альбертом I. Бельгийской армии пришлось занять территорию между Кале и Сент-Омер, со штаб — квартирой в Булони, и действовать в соответствии с руководящими требованиями французского командования.
С февраля по апрель 1915 года посетил Сербию, Грецию, Россию. Возглавлял французскую военную миссию при царской Ставке в России (29 ноября 1915 года — 13 сентября 1916 года).

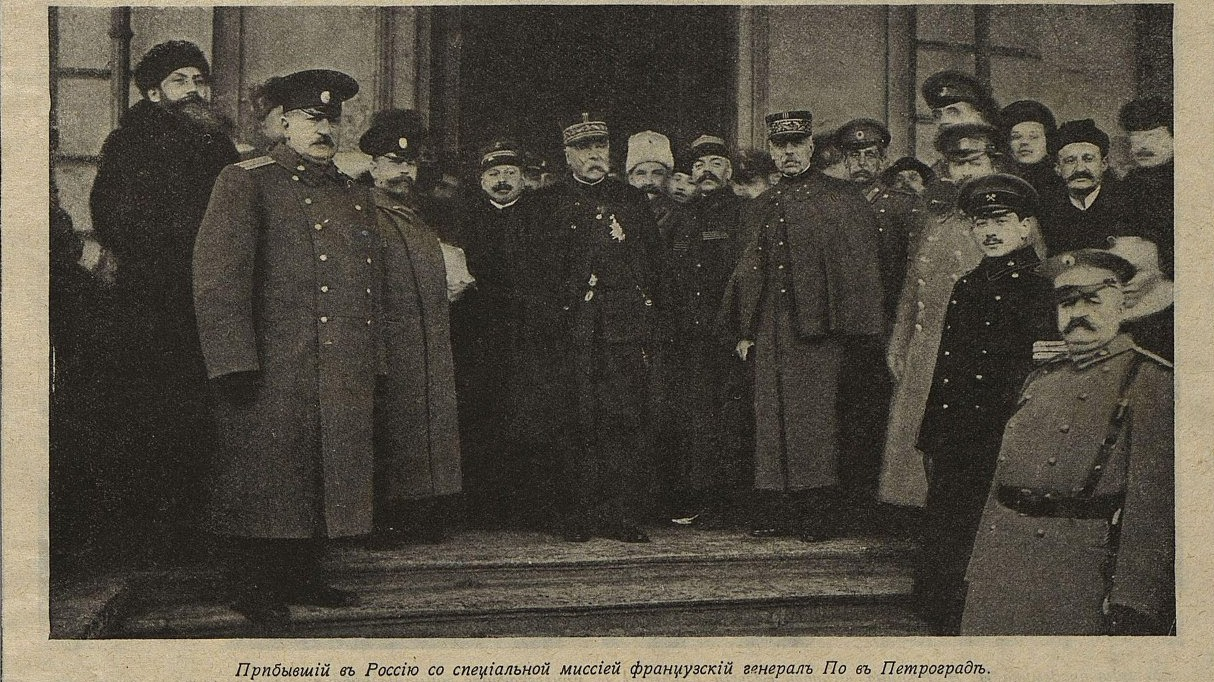
Прибывший в Россию со специальной миссией французский генерал По в Петрограде. 1915 г.

Николай II в письме из Царской Ставки от 4 января 1916 года своей жене Александре Фёдоровне весьма любезно отзывался про генерала По:
«Добрый старый генерал По — прекрасный сосед за столом; мне нравится его простой правильный взгляд на вещи и прямой разговор».
Вскоре после начала Верденской операции, 19 февраля (3 марта), начальник французской военной миссии в России генерал По направил Алексееву пространное письмо, в котором изложил мнение Жоффра относительно роли России в сложившейся ситуации. Французы полагали, что наступление на Верден являлось началом решительных операций противника на их фронте. Важно было, чтобы союзники активными действиями на своих фронтах сковали силы неприятеля, лишили его свободы маневрирования. Особое значение имело наступление на русском фронте. В телеграмме Жоффра, которую дословно приводил в своем письме генерал По, говорилось:
«В предвидении развития, вполне в настоящее время вероятного, германских операций на нашем фронте и на основании постановлений совещания в Шантильи, я прошу, чтобы русская армия безотлагательно приступила к подготовке наступления, предусмотренного этим совещанием».
Тем самым, французские союзники повлияли на решение начать наступление гораздо ранее запланированного времени. Данное наступление началось в марте 1916 года и вошло в историю под названием Нарочская операция, которая закончилась безрезультатно и с огромными человеческими жертвами для российской императорской армии.
24 мая 1915 года, в связи с вступлением в войну Италии на стороне Антанты, отправился с визитом к Верховному командованию Италии. Чрезвычайную французскую военную миссию в России при Ставке Верховного главнокомандующего возглавил генерал Жанен. Позднее генерал По поправлял свое здоровье на Кавказе.
13 августа 1916 года Николай II писал императрице из Царской Ставки:
«Старый генерал По вернулся с Кавказа — у него хороший вид, сухощавый, с красивой седой бородкой. Он сегодня уезжает и надеется иметь счастье проститься с тобой!»
В связи с выступлением Румынии на стороне Антанты в августе 1916 года, генерал По работал над составлением российско-румынского договора о военном сотрудничестве.
В 1917 году генерал По занимал должность командующего армией в Верхнем Эльзасе.
Генерал По в составе французской миссии посетил Австралию, Новую Зеландию и Канаду (13 июля 1918 — 1 августа 1919 года).

После войны генерал По был президентом французского Общества Красного Креста.
В 1922-23 гг., как президент Французского Красного Креста, спас десятки тысяч человек от голодной смерти в Екатеринбурге, Вятке, Перми и Глазове, отправил один эшелон с продовольствием в голодающую Самару.
В 1921 г. дважды подавал в отставку:
- первый раз: когда правительство Бриана назначило руководителем комитета помощи голодающим России Нуланса. Назвал это решение профанацией помощи;
- второй раз: когда Бриан пригласил Керенского войти в состав Комитета. Сказал, что не позволит выставлять на посмешище вверенную ему организацию.
Обе отставки не были приняты, но Керенского убрали, Нуланс сложил свои полномочия.
Генерал По считал своим личным позором задержку с отправлением французской помощи голодающим в Россию. После избрания на пост президента Республики Пуанкаре, ходил к тому в приемную как на работу, и орал там своим командным голосом, пока экспедиция Французского Красного Креста не была наконец отправлена.
Поль По очень дотошно вникал в работу экспедиции: читая отчеты, он сам потом писал письма советским властям и отдельным работникам, проверяя приводимые данные. Лично проверял качество всех отправляемых продуктов - как результат, в феврале 1923 года французская экспедиция получила почетные грамоты от ЦК Последгол за самые качественные продукты и самые вкусные обеды среди всех иностранных организаций помощи голодающим (грамоты составлял и подписывал лично Каменев). Генерал По также не считал зазорным писать благодарственные письма рядовым советским служащим, оказавшим даже самые незначительные услуги французской миссии - в ГАРФе сохранились десятки таких писем за подписью По.

## Семья
7 августа 1884 года женился на Марии-Генриетте де Гунц (Marie Henriette de Guntz), которая работала инспектором военных госпиталей. В браке родились два сына: Роланд (Roland) и Мари-Эдмее (Marie-Edmée).

## Награды
- рыцарь Ордена Почётного легиона (24.06.1870)
- офицер Ордена Почётного легиона
- командор Ордена Почётного легиона
- гранд-офицер Ордена Почётного легиона
- кавалер Большого Креста Ордена Почётного легиона (10.07.1913)
- Военная медаль (Médaille militaire, 06.12.1913)
- Памятная медаль франко-прусской войны 1870—1871 (Médaille commémorative de la guerre 1870—1871)
- Памятная медаль Первой мировой войны (Médaille commémorative de la guerre 1914—1918)
- Военный крест 1914—1918" (Croix de guerre 1914—1918) с пальмами
- Медаль Победы 1914—1918" (Médaille de la Victoire)
- Орден Святого Александра Невского (01.03.1915, с мечами)
- Орден Св. Георгия 4-й степени[8] (11.05.1916)
- Почётный казак Кисловодской станицы Кубанского казачьего войска (27.9.1916).